# Luweero
Luweero (ou Luwero) est une ville, capitale du district de Luweero, en Ouganda.

## Personnalités liées
- Victoria Miriam Mwaka, professeure de géographie, femme politique et militante des droits des femmes

## Source
- (en) Cet article est partiellement ou en totalité issu de l’article de Wikipédia en anglais intitulé « Luweero » (voir la liste des auteurs).